# Raionul Djankoi, Crimeea
Giankoi (în ucraineană Джанкойський район, transliterat: Djankoiskîi raion) este un raion în Republica Autonomă Crimeea, Ucraina. Reședința sa este orașul regional Giankoi, care nu aparține raionului.

## Demografie
Componența lingvistică a raionului Giankoi
     Rusă (62,04%)
     Tătară crimeeană (20,44%)
     Ucraineană (15,84%)
     Alte limbi (0,46%)
Conform recensământului din 2001, majoritatea populației raionului Giankoi era vorbitoare de rusă (62,04%), existând în minoritate și vorbitori de tătară crimeeană (20,44%) și ucraineană (15,84%).